# Église Saint-Vincent de Barsac
Pour les églises ayant le même vocable, voir Église Saint-Vincent.
L'église Saint-Vincent est une église catholique située à Barsac, en France.

## Localisation
L'église est située dans le département français de la Gironde, sur la commune de Barsac, le long de la route départementale D113.

## Historique
Construit au XVIIIe siècle sur l'emplacement d'une ancienne église détruite au XVIe, l'édifice, dédié à saint Vincent patron des vignerons, a été classé au titre des monuments historiques  par arrêté du 1er décembre 1908.

Présentant une façade très sobre et surmontée d'un clocher avec dôme d'ardoise, elle abrite divers éléments de mobilier du XVIIIe siècle dont un maître-autel et des retables remarquables et classés, et différents œuvres artistiques comme boiseries de chœur de Simon, fonts en marbre de Quéva, tribune d'orgue de Mollié, boiseries de Combes dans la sacristie, retable de Barthélemy Cabirol.

L'un des murs du porche intérieur de l'église présente une curiosité : à environ un mètre au-dessus du sol, un trait indique une crue exceptionnelle de la Garonne avec la mention "LE 7 avril ANO 1770 DEBORDEMANT".

## Notes et références

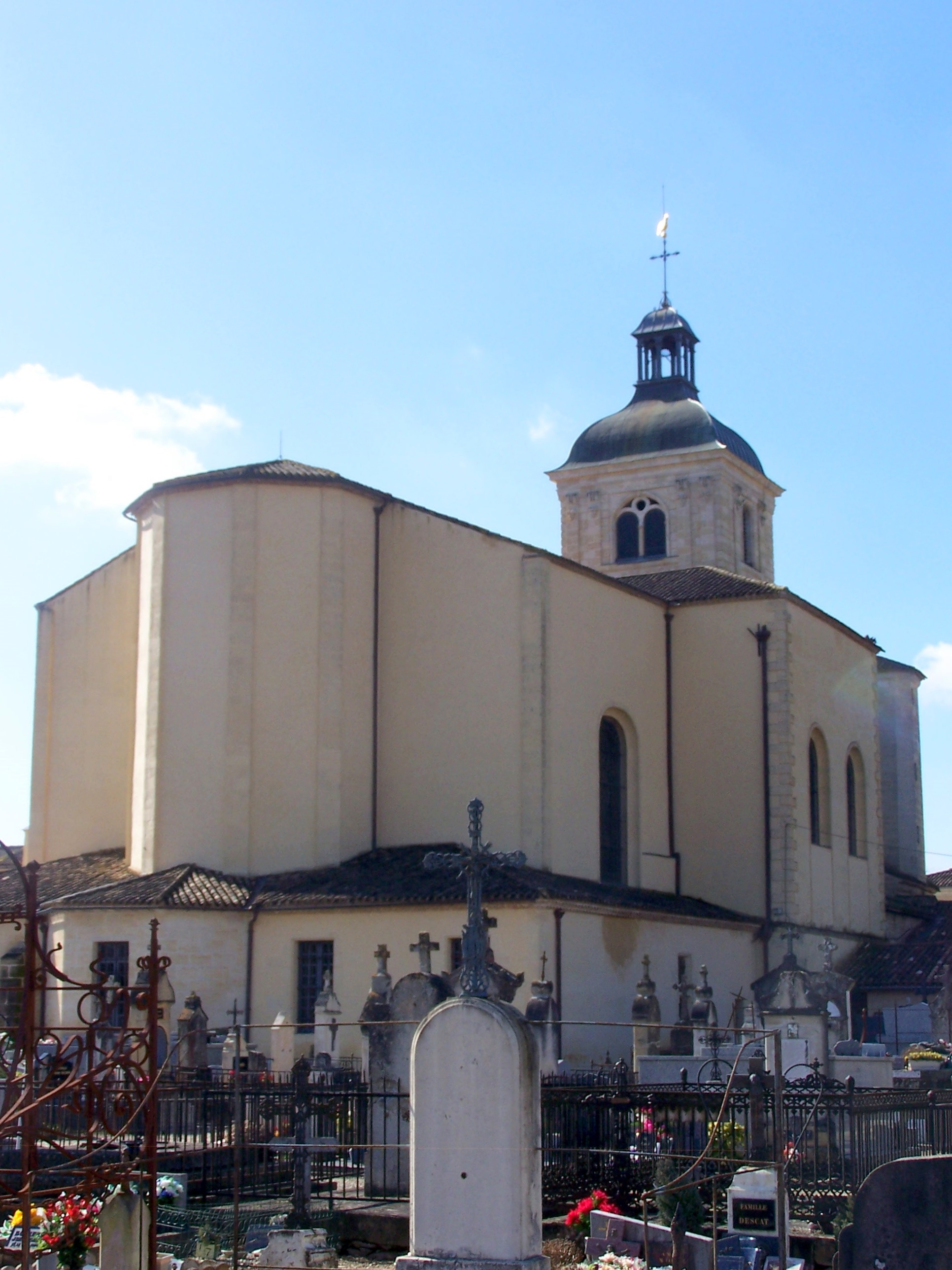
Vue du chevet au nord-ouest (fév. 2010)
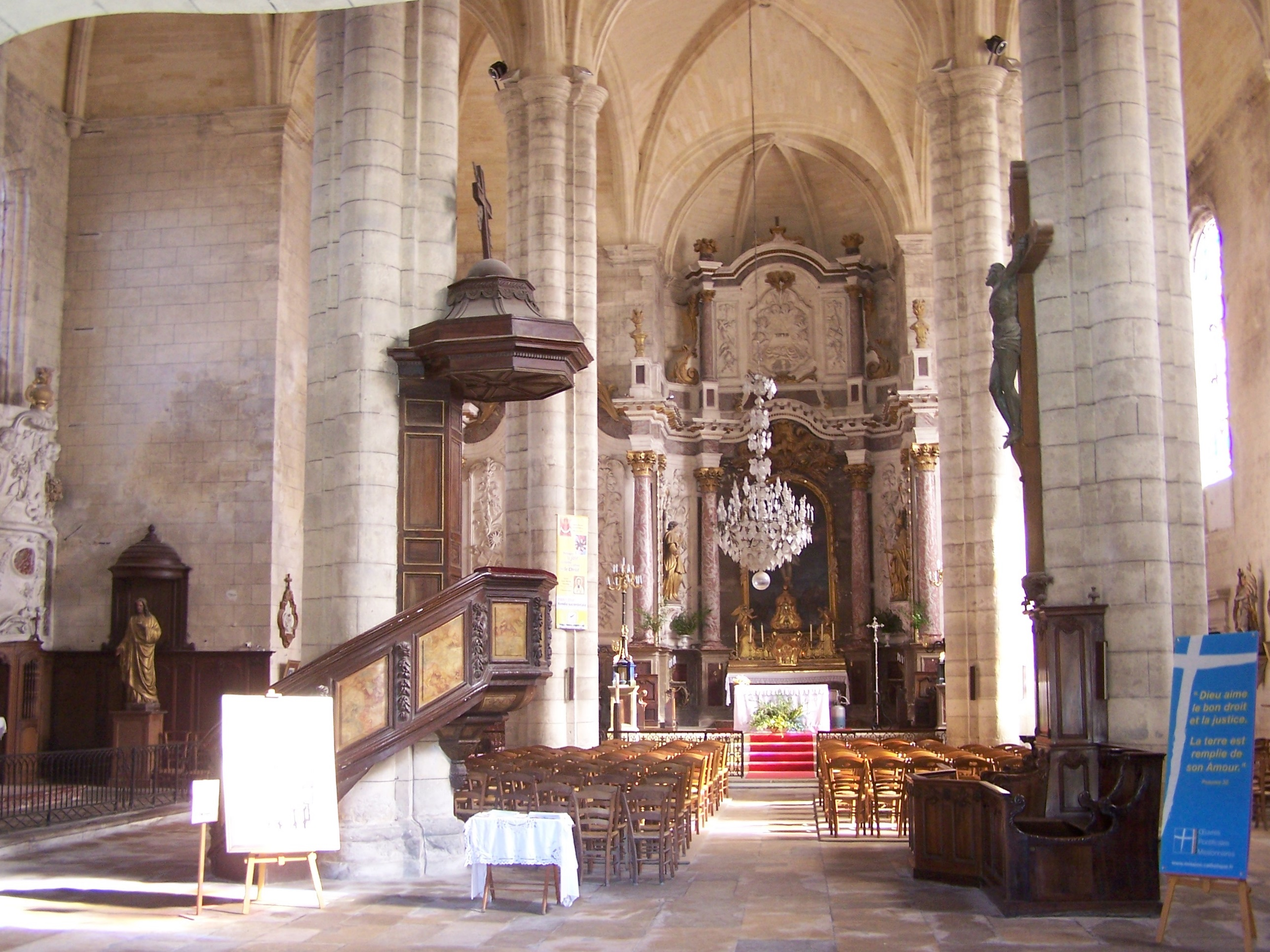
La nef (fév. 2010)
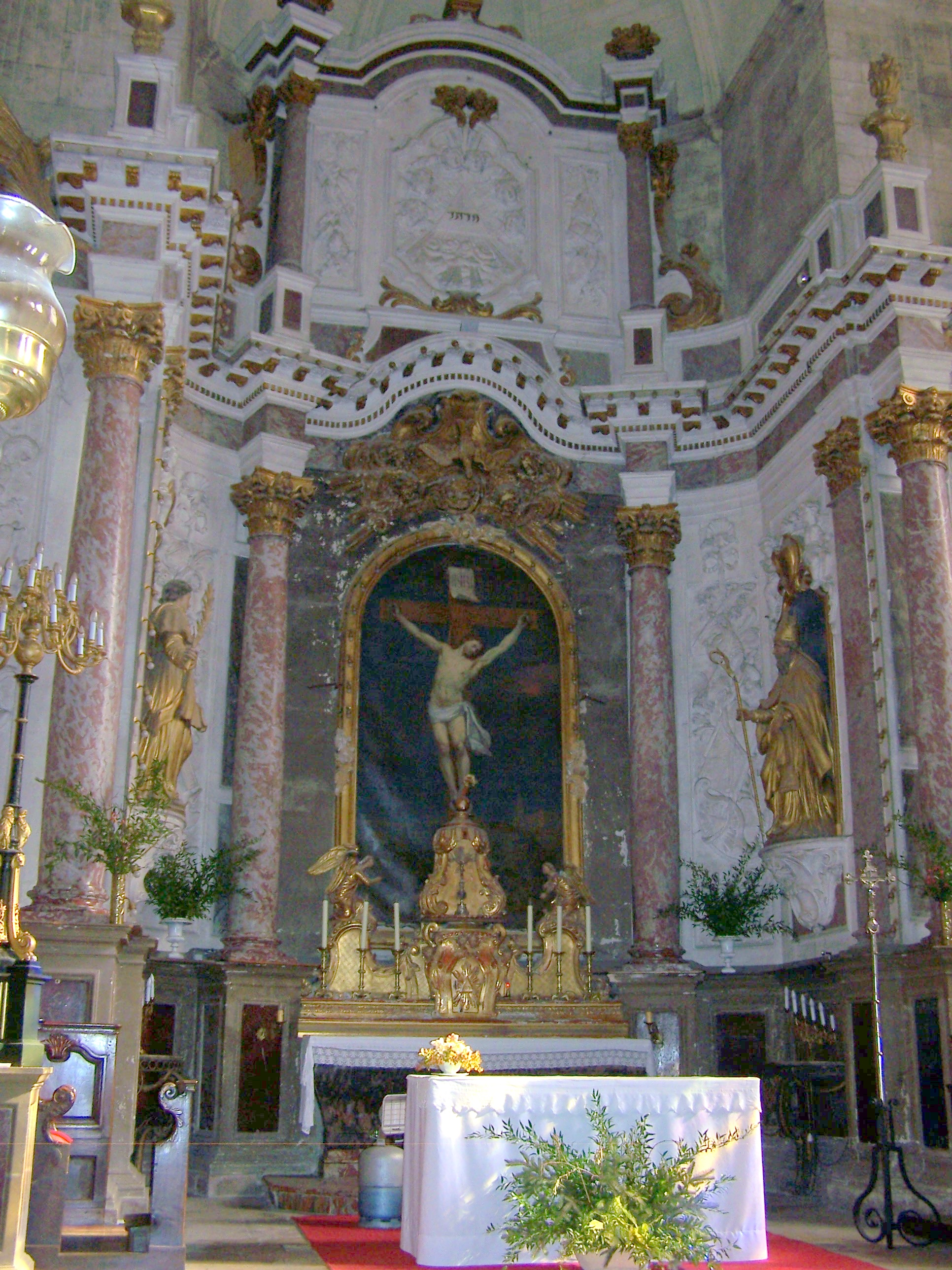
Le maître-autel (fév. 2010)
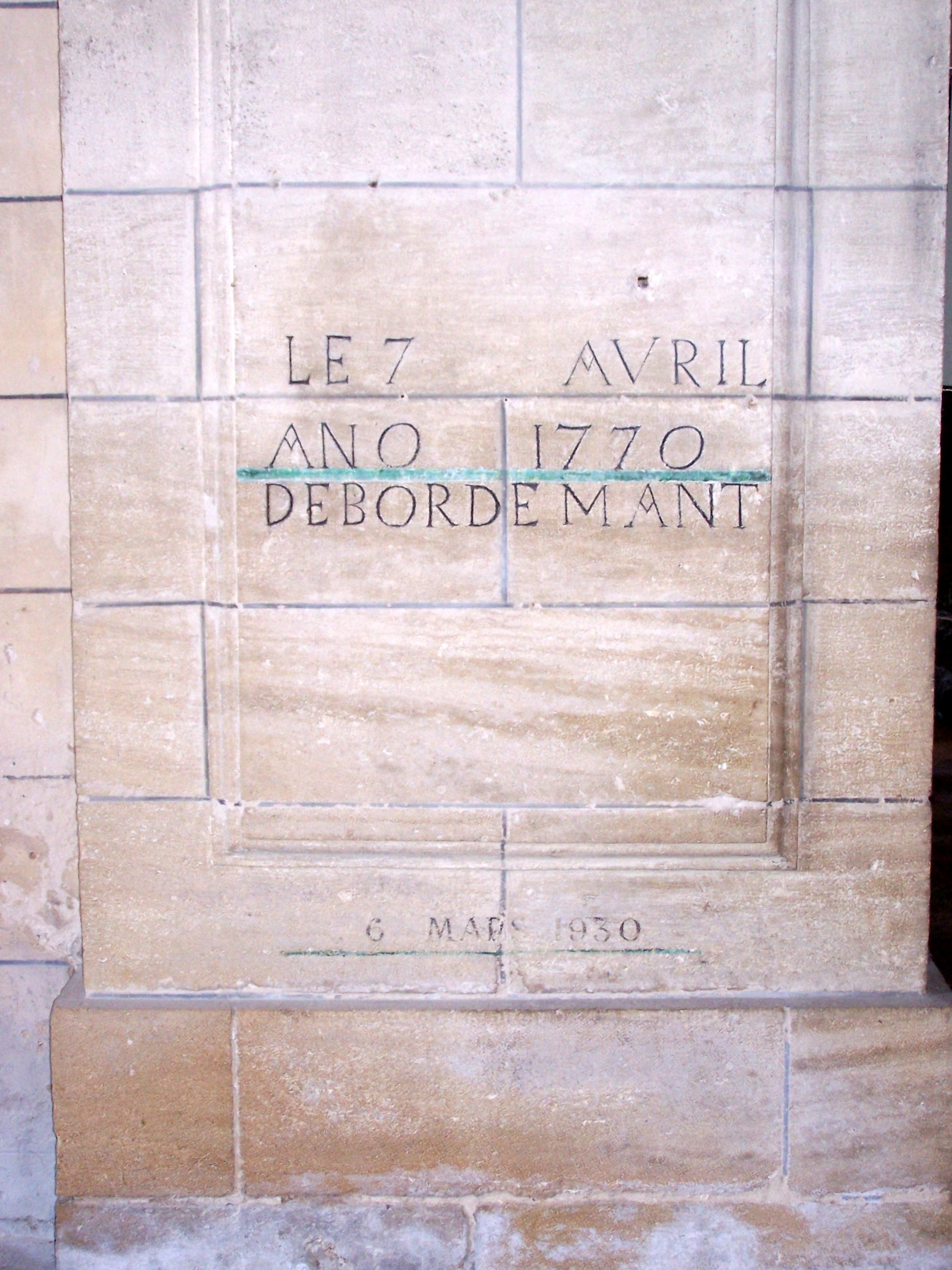
Le « DEBORDEMANT » d'avril 1770 (fév. 2010)